# Rabac

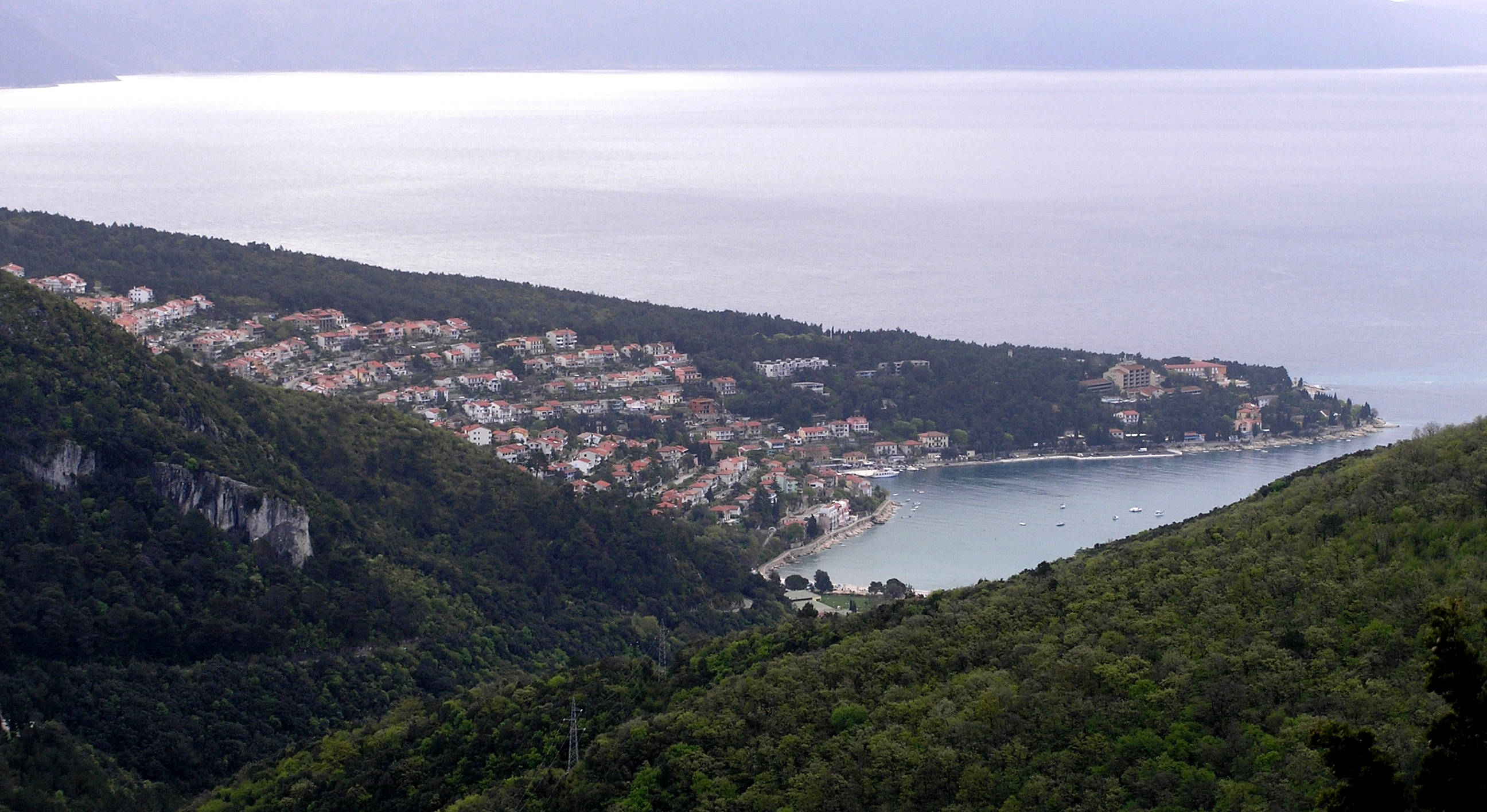
Panorámica de Rabac

Rabac o Puerto Albona es una ciudad de Croacia en la ciudad de Labin en el condado de Istria y de la bahía de Kvarner. En 2021, Rabac tenía 1.257 habitantes. Rabac Festival, un festival de música electrónica, se lleva a cabo en la ciudad cada año.